# Рубежи (фильм)
«Рубежи́» (груз. ფერისცვალება) — советский чёрно-белый художественный фильм 1968 года, снятый режиссёром Ланой Гогоберидзе на киностудии «Грузия-фильм». Фильм вышел на экраны в феврале 1970 года.

## Сюжет
Театральный режиссёр Гиви становится свидетелем убийства во время возвращения с друзьями из кино. Это событие вызывает у него чувство вины и негативно сказывается на его профессиональной деятельности и личной жизни. Гиви испытывает внутренний конфликт, обвиняя себя и друзей в равнодушии. Поняв, что ему не нужно было оставаться равнодушным к событиям вокруг, Гиви вновь сосредотачивается на творчестве и романе с Экой.

## В ролях
- Гейдар Палавандишвили[груз.] (дублировал Анатолий Кузнецов) — Гиви
- Русудан Кикнадзе[груз.] (дублировала Тамара Сёмина) — Эка
- Софико Чиаурели (дублировала Антонина Кончакова) — Софико
- Лиа Капанадзе[груз.] (дублировала Светлана Коновалова) — Нато
- Баадур Цуладзе (дублировал Юрий Саранцев) — Мамука
- Тенгиз Магалашвили[груз.] (дублировал Виктор Файнлейб) — Тенгиз
- Сесилия Такайшвили (дублировала Анна Фуксина) — старушка
- Рамаз Гиоргобиани (дублировал Леонид Реутов) — юноша

## Съёмочная группа
- Авторы сценария: Лана Гогоберидзе, Нана Хатискаци
- Режиссёр-постановщик: Лана Гогоберидзе
- Главный оператор: Николос Сухишвили
- Главный художник: Гиви Гигаури[груз.]
- Композитор: Нодар Мамисашвили
- Звукооператор: Владимир Долидзе
- Режиссёр: Вахтанг Швелидзе
- Оператор: Эльдар Вацадзе
- Монтажёр: Софио Аракчева
- Художник по костюмам: И. Инашвили
- Гримёры: Д. Челидзе, Л. Кирьянова
- Консультант: О. Джапаридзе
- Редактор: Р. Инанишвили
- Директор картины: Нателла Имеришвили
- Государственный симфонический оркестр Грузинской ССР (дирижёр: Джемал Гокиели)
- Режиссёр дубляжа: Елена Абарова
- Звукооператор: Александр Западенский

## Критика
В газете «Советская культура» отмечалось, что фильм в целом «оставляет чувство неудовлетворённости» и что стиль картины «напыщен, неестественен», а изобразительное решение «вычурно». Там также утверждалось, что с «ответами на кардинальные вопросы, данные авторами, не всегда можно согласиться».
Кинокритик Юрий Богомолов подробно проанализировал фильм в журнале «Искусство кино». Он писал: «Сюжет скомпонован таким образом, что ясно видишь все те рубежи и границы, к которым авторы считали необходимым нас подвести». Рецензент также отмечал финал картины, где, по его мнению, «символически был преодолён самый трудный рубеж». Богомолов положительно оценивал актёрскую игру, операторскую работу и художественное оформление.

Актёр Г. Палавандишвили (Гиви) достаточно убедительно изображает пытливость и напряжённую работу ума своего героя. Молодая актриса Р. Кикнадзе убеждает в молодости и близорукой непосредственности героини — Эки. Органичной выглядит сухая, строгая манера игры исполнительницы роли Нато (Л. Капанадзе). И, разумеется, на своём месте актриса С. Чиаурели, играющая Софико. […] работу оператора Н. Сухишвили, художника Г. Гигаури надо признать не просто профессиональной, но и достаточно последовательной.

В завершении своей статьи, критик выразил мнение, что авторы фильма «гордо отвергли возможности и приёмы мелодрамы, решившись воспроизвести на экране не переплетение случайностей, но движения закономерностей» и «упустили прекрасный шанс расширить границы своего понимания непрестанно движущегося и изменяющегося мира».
В статье про Лану Гогоберидзе в справочном издании «Кино. Энциклопедический словарь» утверждалось, что фильм «Рубежи» «утверждает мысль о необходимости преодоления несоответствия, ухода от лицемерии как в жизни, так и в искусстве».
Киновед Сергей Кудрявцев в своей книге «Своё кино. Обзор отечественных фильмов», изданной в 1998 году, утверждал, что в фильме «Рубежи» режиссёр Лана Гогоберидзе прослеживала поведение разных людей после убийства, которому они не могли помешать. По мнению Кудрявцева, в фильме «чувствовалась некоторая умозрительность сюжетной конструкции».